# Bảo tàng Cha Stanisław Staszic ở Hrubieszów
Bảo tàng Cha Stanisław Staszic ở Hrubieszów (tiếng Ba Lan: Muzeum im. ks. Stanisława Staszica w Hrubieszowie) là một bảo tàng tọa lạc tại Hrubieszów, Ba Lan.

## Lược sử hình thành
Bảo tàng Cha Stanisław Staszic ở Hrubieszów được thành lập vào năm 1965 với tên gọi ban đầu là Bảo tàng Vùng Hrubieszów của Hiệp hội Vùng Hrubieszów. Một năm sau, Bảo tàng được quốc hữu hóa. Trong giai đoạn 1972–1999, Bảo tàng hoạt động như một chi nhánh của Bảo tàng Huyện ở Zamość. Trụ sở đầu tiên của Bảo tàng là một ngôi nhà chung cư hiện nay không còn tồn tại ở Phố 3 tháng 5. Từ năm 1972 đến nay, trụ sở của Bảo tàng là Trang viên Du Chateau.

## Triển lãm
Bộ sưu tập của Bảo tàng Cha Stanisław Staszic ở Hrubieszów hiện đang bao gồm các triển lãm thường trực sau:
- khảo cổ: trưng bày các hiện vật thu thập được từ các địa điểm khảo cổ của lưu vực Hrubieszów, từ thời kỳ đồ đá mới đến thời Trung cổ
- lịch sử: giới thiệu lịch sử của Hrubieszów từ thời Trung cổ đến nửa sau thế kỷ 20
- dân tộc học: triển lãm văn hóa và nghệ thuật dân gian của vùng Hrubieszów (bao gồm các bức tranh và tác phẩm điêu khắc của Jan Pyra, Roman Gajewski và Stanisław Karulak), trang phục dân gian, các công cụ và vật dụng hàng ngày
- nghệ thuật: trưng bày các tác phẩm nghệ thuật của Paweł Gajewski

Trong Bảo tàng cũng có một thư viện.

## Giờ mở cửa
Bảo tàng Cha Stanisław Staszic ở Hrubieszów hoạt động quanh năm, mở cửa tất cả các ngày trong tuần. Khách tham quan phải trả phí vào cửa, riêng thứ Bảy khách tham quan được vào cửa miễn phí.